# حملقة
الحملقة هي تعبير الوجه الذي يُظهر الاستنكار والشراسة أو العداء، وتُعتبر الحملقة في بعض الثقافات إهانة، وقد تحدث الحملقة بسبب الغضب أو الإحباط.
بصريًا، يميل الشخص المحملق إلى أنَّ تكون عيناه ثابتتين وتُركز بشدة على موضوع ما، وقد تكون في بعض الأحيان مرادفًا للتحديق، ولكن في معظم الحالات يكون التحديق نتيجة للفضول ولا يدوم إلا لفترة قصيرة، في حين أنَّ سبب الحملقة تكون للاحتقار وتستمر لمدة أطول نسبيًا.
يحملق كثير من الناس في موضوع ما للتعبير عن عدم موافقتهم على الطبيعة المادية للموضوع أو الأفكار التي قد يعبر عنها الموضوع.

## وصلات خارجية
- الاصطلاح القاموسي لكلمة حملق باللغة الإنجليزية في ويكاموس.